# Escuela de la historia de las religiones
La escuela de la historia de las religiones (Religions-Geschichte Schule) surge a finales del siglo XIX. Su principal aportación a la búsqueda del Jesús histórico es la de observar el nacimiento del cristianismo en un contexto histórico-social en el que se desarrolla bajo la influencia de diversas religiones circundantes. Inicialmente se plantearon teorías sobre la procedencia o dependencia directa de religiones mistéricas helenísticas u orientales. Estudios posteriores han definido su máxima dependencia del judaísmo.
Algunos autores, como Adolf von Harnack han criticado el hecho de que la metodología de la historia de las religiones es capaz de encontrar una vinculación causal entre todo y todo lo demás... El mayor problema, según autores recientes[cita requerida] , estriba en que los manuscritos que describen las religiones y mitos de la antigüedad en muchos casos son más modernos que los del propio cristianismo.[cita requerida]  En esos casos, no es posible definir si el cristianismo es el que recibe o el que aporta influencias con respecto a otras religiones.[cita requerida]

## Autores
- Julius Wellhausen (1894)
- Wilhelm Bousset (1896)
- Richard August Reitzenstein (1910)
- Johannes Weiss (1913)
- Ernst Troeltsch
- Hans-Joachim Schoeps (1959)
- Albert Schweitzer
- H. Günkel
- W. Pannenberg